# Lehôtka pod Brehmi
Lehôtka pod Brehmi és un poble i municipi d'Eslovàquia. Es troba a la regió de Banská Bystrica.

## Història
La primera menció escrita de la vila es remunta al 1391.

## Demografia
| Godina             | 1994 | 2004    | 2014    | 2024   |
| ------------------ | ---- | ------- | ------- | ------ |
| Nombre de persones | 324  | 372     | 414     | 397    |
| Diferència         |      | +14,81% | +11,29% | −4,10% |

| Godina             | 2023 | 2024   |
| ------------------ | ---- | ------ |
| Nombre de persones | 398  | 397    |
| Diferència         |      | −0,25% |